# Gold Skies
"Gold Skies" là một bài hát bởi nhà sản xuất nhạc điện tử và DJ người Hà Lan Sander van Doorn, nhà sản xuất thu âm và DJ người Hà Lan Martin Garrix và bộ đôi nhạc điện tử người Canada DVBBS, hợp tác với ca sĩ người Canada Aleesia. Nó được phát hành là tải kỹ thuật số vào ngày 2 tháng 6 năm 2014 trên Beatport và ngày 16 tháng 6 năm 2014 trên iTunes. Bài hát có trên bảng xếp hạng ở Bỉ. Bài hát được sản xuất bởi Sander Van Doorn, Martin Garrix, DVBBS và Aleesia.

## Bảng xếp hạng

### Bảng xếp hạng hàng tuần
| Bảng xếp hạng (2014)                          | Vị trí cao nhất |
| --------------------------------------------- | --------------- |
| Bỉ (Ultratip Flanders)                        | 60              |
| Bỉ (Ultratip Wallonia)                        | 68              |
| Pháp (SNEP)                                   | 183             |
| Hà Lan (Dutch Top 40)                         | 33              |
| Ba Lan (Dance Top 50)                         | 37              |
| Scotland (OCC)                                | 19              |
| Anh Quốc (OCC)                                | 49              |
| Anh Quốc Dance (OCC)                          | 12              |
| Hoa Kỳ Hot Dance/Electronic Songs (Billboard) | 19              |

## Lịch sử phát hành
| Khu vực | Ngày                | Định dạng       | Hãng đĩa |
| ------- | ------------------- | --------------- | -------- |
| Hà Lan  | 16 tháng 6 năm 2014 | Tải kỹ thuật số | Spinnin' |